# Saxby Range
Die Saxby Range ist ein ausladender und bis zu 2450 m hoher Gebirgszug in den Victory Mountains des ostantarktischen Viktorialands. Er wird vom Jütland-Gletscher, Tucker-Gletscher, Pearl-Harbor-Gletscher und vom Midway-Gletscher umschlossen.
Das New Zealand Antarctic Place-Names Committee benannte das Gebirge 1982 nach Eric John Saxby (* 1937), der von 1981 bis 1982 Leiter der Vanda-Station am Ufer des Vandasees und Koordinator für die geologischen Arbeiten im nördlichen Viktorialand war.